# 奥尔日河畔萨维尼
奧爾日河畔萨维尼（法語：Savigny-sur-Orge，法語發音：[saviɲi syʁ ɔʁʒ] ⓘ）是法国法兰西岛大区埃松省的一个市镇，属于帕莱索区。

## 地理
奥尔日河畔萨维尼（48°40'26"N, 2°21'9"E）面积6.97 平方千米，位于法国法蘭西島大區埃松省，该省份为法国北部内陆省份，北起上塞纳省和马恩河谷省，西接厄尔-卢瓦省和伊夫林省，南至卢瓦雷省，东临塞纳-马恩省。
与奥尔日河畔萨维尼接壤的市镇（或旧市镇、城区）包括：帕赖维埃耶波斯特、阿蒂斯蒙斯、奥尔日河畔埃皮奈、奥尔日河畔瑞维西、隆瑞莫、莫朗日斯、奥尔日河畔莫尔桑、奥尔日河畔维勒穆瓦松、维里-沙蒂永。

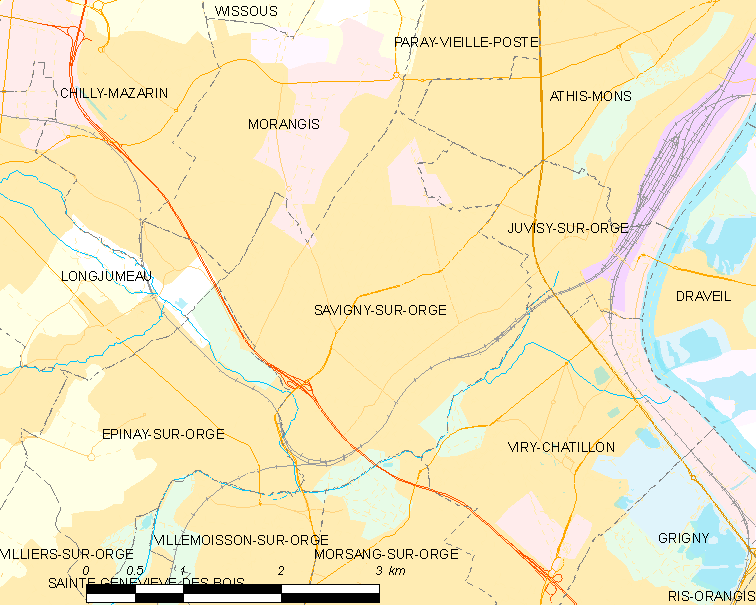
奥尔日河畔萨维尼的OSM定位图

奥尔日河畔萨维尼的时区为UTC+01:00、UTC+02:00（夏令时）。

## 行政
奥尔日河畔萨维尼的邮政编码为91600，INSEE市镇编码为91589。

## 政治
奥尔日河畔萨维尼所属的省级选区为奥尔日河畔萨维尼县。

## 人口

1962-2008年间奥尔日河畔萨维尼人口变化图示

奥尔日河畔萨维尼于2022年1月1日时的人口数量为37775人。